# Zbabělost před nepřítelem
Zbabělost před nepřítelem je vojenský trestný čin, jímž voják poruší svou vojenskou přísahu, kterou se zavázal nasadit pro obranu vlasti i svůj život. Upraven je v § 394 trestního zákoníku a spáchá jej ten, kdo se „za bojové situace ze zbabělosti nebo malomyslnosti vzdá do zajetí“. Trestem za něj je odnětí svobody na pět až dvacet let.
Bojovou situací se pro případ tohoto trestného činu rozumí situace těsně před bojovým střetem s nepřítelem nebo v jeho průběhu. Může nastat jak v rámci války, tak i mimo ni, např. pokud nepřítel provede vojenské napadení i bez vyhlášení války, pokud jde o mezinárodní zákrok proti teroristům apod.